# Куса мочі

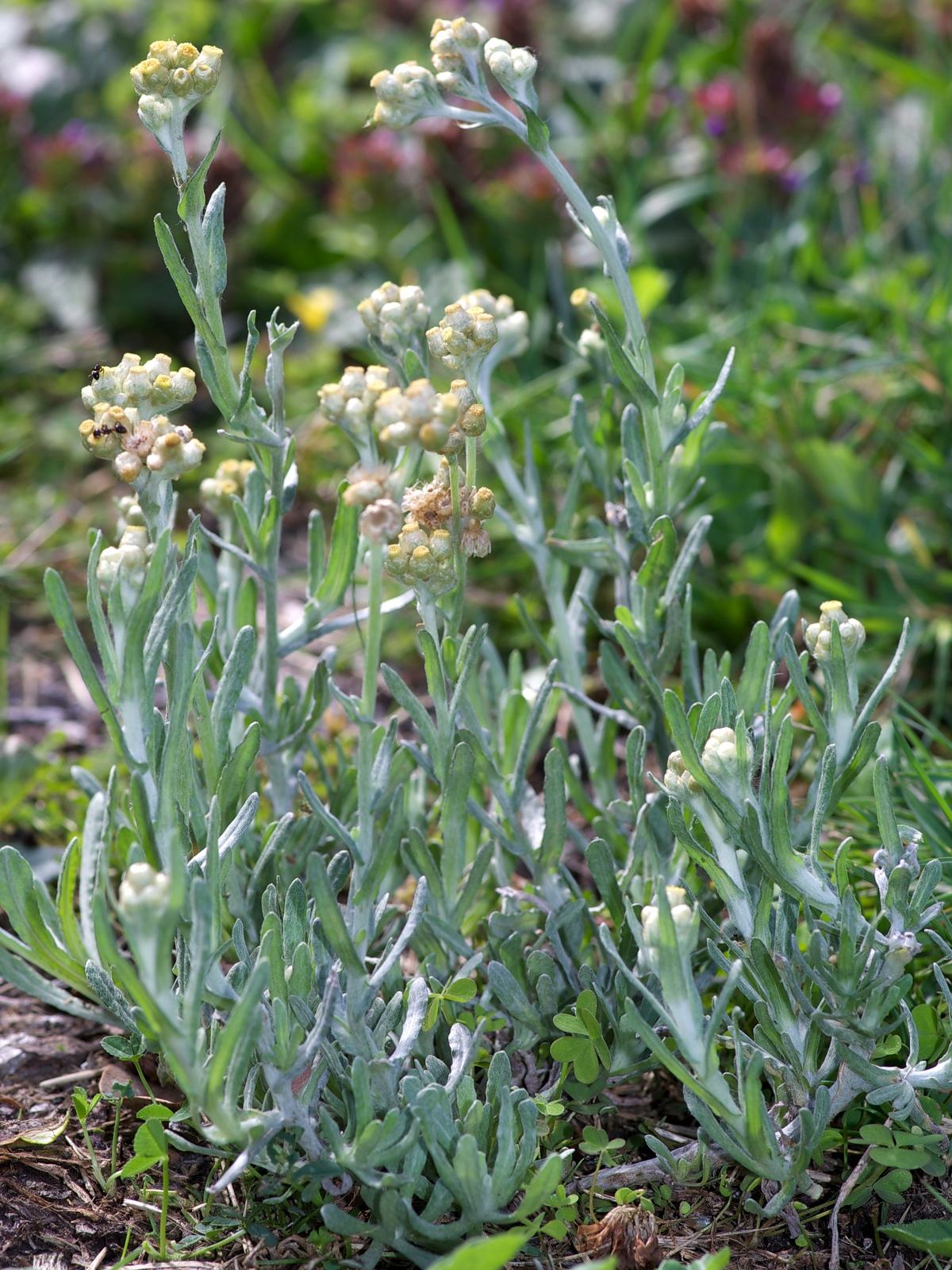
Pseudognaphalium luteoalbum

Куса мочі (яп. 草餅 — «трава мочі») — японські солодощі, також відома як кусамочі або йомоґі мочі (йомоґі — рослина лат. Artemisia princeps). Вони виготовляються з мочі та листя йомоґі. Через розминання та додавання йомоґі, куса мочі набуває яскраво-зеленого кольору. Інтенсивність забарвлення залежить від кількості йомоґі. Вважається, що куса мочі має лікувальні властивості.
Може містити начинку, пасту адзукі.

## Історія
Звичай використовувати йомоґі японці перейняли від китайців. У документах зазначено, що дворяни їли куса мочі під час палацових подій в період Хейан. До періоду Хейан куса мочі виготовляли з Pseudognaphalium luteoalbum. Потім люди почали готувати куса мочі з використанням йомоґі через його здатність підвищувати фертильність і лікувальні властивості. Ще однією причиною зміни інгредієнтів було те, що лат. Pseudognaphalium luteoalbum називається Хахако-ґуса, що буквально перекладається як «трава матері та дитини». Оскільки куса мочі споживали з побажання здоров'я та благополуччя матері та її дітей, додавання лат. Pseudognaphalium luteoalbum до куса мочі видавалося зловісним.
Починаючи з періоду Едо, куса мочі почали використовувати як підношення до Хіна-мацурі (Фестиваль дівчат, або Фестиваль ляльок). Причиною того, що куса мочі було обрано як підношення, був яскравий зелений колір солодощів, який представляє свіжу зелень. Іншою причиною, були лікувальні властивості йомоґі. Йомоґі відомий своєю життєвою силою, що ускладнює його виведення. Куса мочі використовували як підношення з побажанням здоров'я та довголіття.

## Лікувальні властивості
Ідея про те, що їжа може бути ліками, існує вже давно. Йомоґі має історію лікарського використання не менше 2500 років. В японській стародавній літературі зазначено, що йомоґі можна застосовувати як кровоспинний засіб, ліки від діареї та для профілактики викиднів; його застосування практикується і донині. Йомоґі також містить багато активних інгредієнтів корисних для організму, тому він також відомий як «королева трав». Серед них — харчові волокна, хлорофіл, вітамін В1 і вітамін В2. Йомоґі запобігає запорам, покращує роботу кишкового середовища та діє як антиоксидант. Дослідження, проведене Регіональним технологічним центром харчової промисловості району Хоккайдо Токачі, стверджує, що йомоґі ефективно покращує кровотік шляхом розширення судин.
Йомоґі є членом родини айстрових, на яку у деяких людей є алергія.

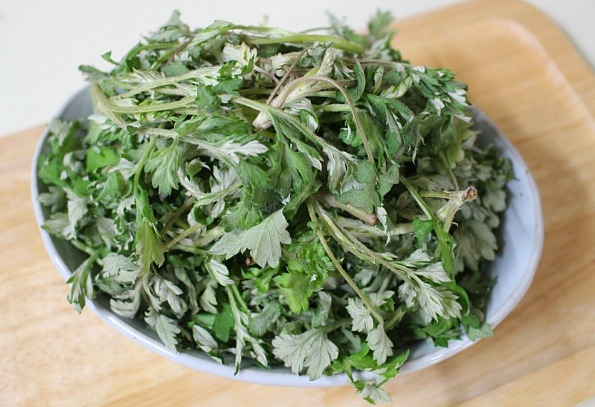
Листя йомоґі.
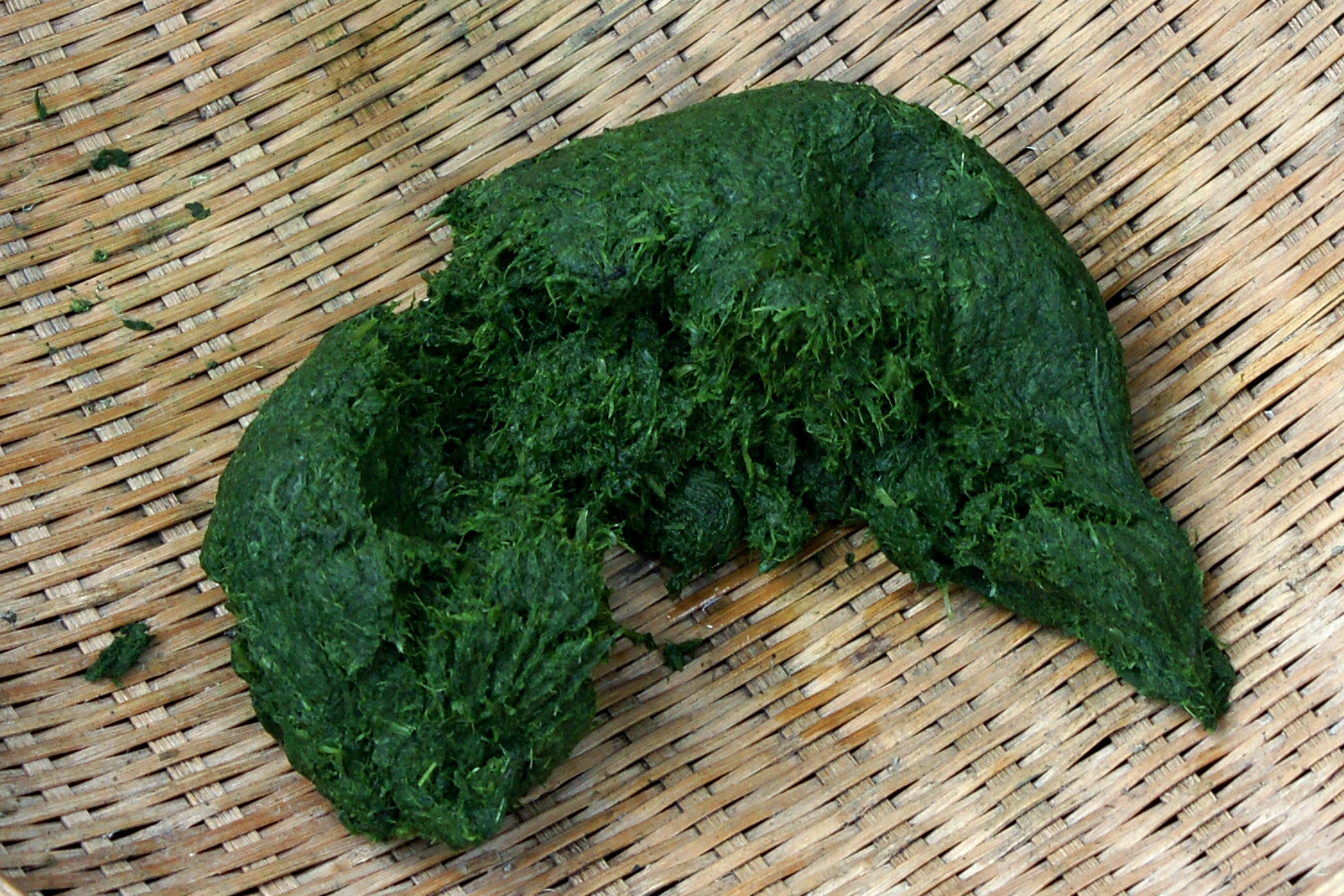
Листя йомоґі приготоване на пару перед додаванням до мочі.
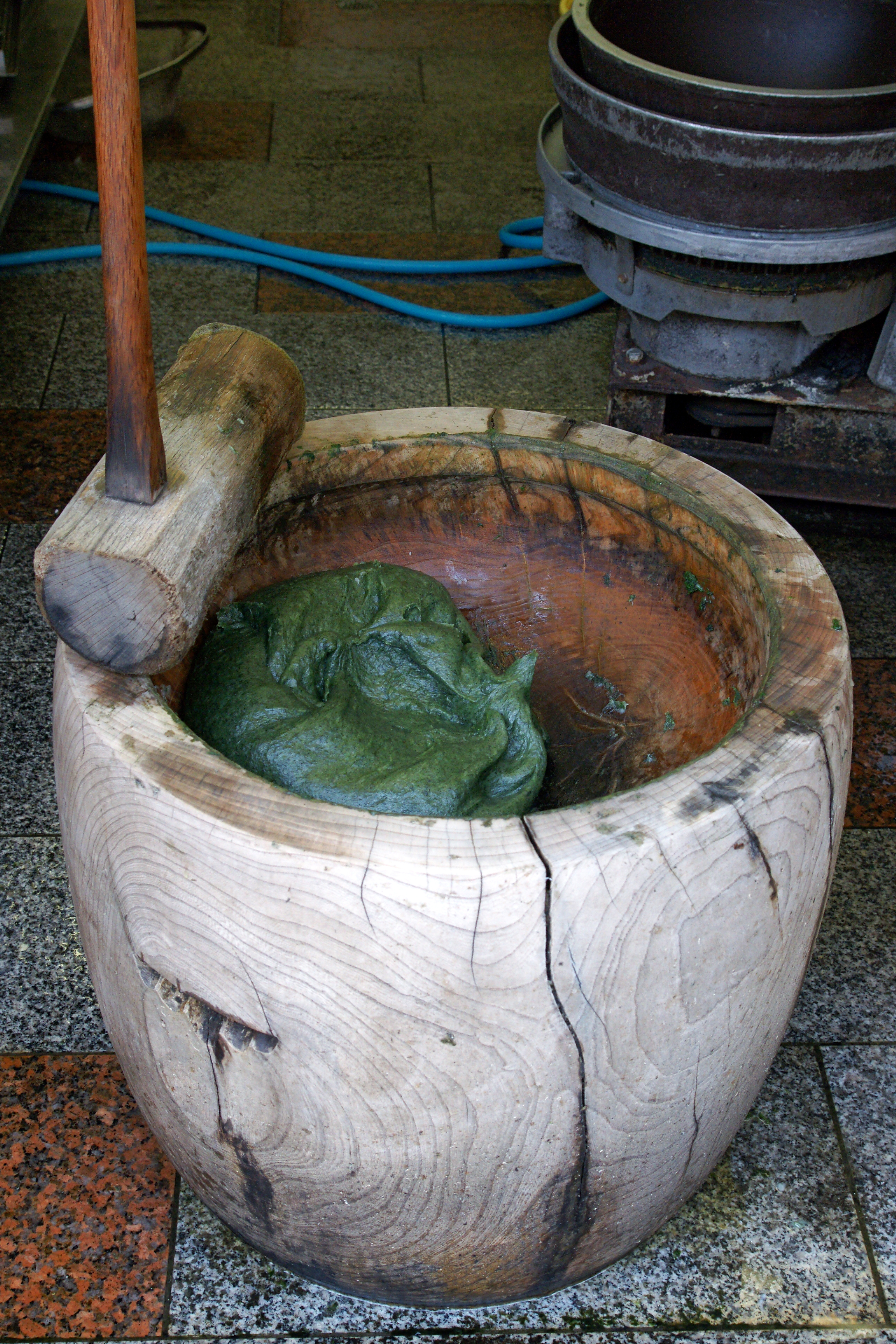
Мочі після додавання йомоґі.